# Sitz (Adelssitz)
Unter Sitz (Adelssitz) werden seit dem Spätmittelalter adelige Wohnstätten von Edelfreien oder Ministerialen bezeichnet. Diese Wohnstätten werden in den frühen Urkunden fast nie mit dem Namen Burg gekennzeichnet, selten treten aber die Bezeichnungen Turm bzw. thurn, perck, Burgstall, Veste oder altes Schloss auf. Hinter der urkundlich überlieferten Bezeichnung Sitz kann sich aber durch aus eine Burg, ein Festes Haus oder allgemein eine Wehranlage befinden. In den Landesbeschreibungen des Philipp Apian tauchen bisweilen die Bezeichnungen arx und castrum (lat. für „Burg“) auf, zumeist wird aber nur von nobilis domus, nobilis possessio oder nur possessio (Adelssitz, Adelsgut) gesprochen. Ab der frühen Neuzeit wird in den Urkunden fast nur mehr zwischen Sitzen und Schlössern unterschieden.

## Beispiele
- Sitz Grub
- Haslsteiner Sitz
- Sitz Kolberg
- Sitz Weiffendorf
- Schloss Stern (Altheim)